# 정진후
정진후(鄭鎭珝, 1957년 11월 6일 ~ )는 대한민국의 정치인, 전 교사이다.
전국교직원노동조합 제14대 위원장을 지냈으며  정의당 소속의 제19대 비례대표 국회의원이었다. 종교는 불교다.

## 경력
- 1989년 3월 1일 ~ 1989년 8월 14일: 안양예술고등학교 교사[2]
- 1999년 3월 1일 ~ 2003년 5월 15일: 백운중학교 교사[2]
- 2005년 3월 1일 ~ 2012년 5월 9일: 수원제일중학교 교사[2]
- 전국교직원노동조합위원장
- 제19대 국회의원
- 경주대학교 총장

## 전과
- 일반교통방해, 업무방해, 집회및시위에관한법률위반, 교원의노동조합설립및운영등에관한법률위반: 징역 1년 집행유예 2년 - 2002년 8월 14일 선고, 2004년 5월 26일 형사면특별복권[3]
- 집회및시위에관한법률위반, 국가공무원법위반: 벌금 300만원 - 2010년 9월 13일 선고[3]
- 노동조합및노동관계조정법위반: 벌금 100만원 - 2011년 12월 1일 선고[3]

## 역대 선거 결과
|  | 10.30% |

|  | 19.01% |

## 같이 보기
- 대한민국 제19대 국회의원 선거 통합진보당 후보 목록#비례대표